# عبد العزيز بهبهاني
عبد العزيز بهبهاني، ممثل كويتي.

## حياته
ولد في 7 مارس عام 1988 وبدأ أول خطوة له في المجال الفني عام 2007 من خلال مسرحية حدث في جمهورية الموز.

## مشواره الفني
بدأ مسيرته عام 2007 من خلال مسرحية حدث في جمهورية الموز وشارك بعد ذلك في العديد من المسرحيات والمسلسلات الخليجية الدرامية وابرز المسلسلات التي شارك بها: «خذيت من عمري وعطيت» رمضان 2018، «هيا وبناتها» رمضان 2020 .